# Mehendiganj
Mehendiganj es un subdistrito (upazila) del distrito (zila) de Barisal, de la región de Barisal, en Bangladés, con una población censada en marzo de 2011 de 301 746 habitantes.
Se encuentra ubicado en el centro-sur del país, cerca del río Meghna.